# Octonoba digitata
Octonoba digitata là một loài nhện trong họ Uloboridae.
Loài này thuộc chi Octonoba. Octonoba digitata được miêu tả năm 2005 bởi Dong, Zhu & Yoshida.